# Véronique Gens
Véronique Gens (Orléans, 1966. április 19. –) Grammy-díjas francia opera-énekesnő (szoprán).

## Életpályája
A párizsi konzervatóriumban tanult, az első díjat nyerte az iskolában. 1986-ban debütált William Christie-val és Les Arts Florissantjával. Azóta Marc Minkowski, René Jacobs, Christophe Rousset, Philippe Herreweghe és Jean-Claude Malgoire dolgozott.Bár barokk szakemberként kezdte, Gens a Mozart operákban is szerepelt, és Berlioz, Debussy (lásd még Beau Soir), Fauré és mások dalainak tolmácsaként. Számos felvétele többek között Mozart és Purcell művei, valamint Joseph Canteloube Chants d'Auvergne és Berlioz Nuits d'été művei.

## Válogatott diszkográfia
- Berlioz: La Mort de Cléopâtre, irány: Louis Langrée
- Galuppi: Motets, Il Seminario Musicale, Gérard Lesne
- Mozart: Così fan tutte, Concerto Köln, irány: René Jacobs
- Mozart: Figaro leányze, Köln Concerto, irány: René Jacobs
- Tragédiennes (récital, airs extraits d'œuvres de Lully, Rameau, Gluck…): Les Talens Lyriques, irány: Christophe Rousset. Virgin Classics
- Tragédiennes 2 (récital, airs extraits d'œuvres de Gluck à Berlioz): Les Talens Lyriques, irány: Christophe Rousset. Virgin Classics
- Handel: Agrippine, irány: J. C. Malgoire, a Grande Ecurie és a Chambre du Roy.
- Tragédiennes 3, Gluck à Verdi. Avec Les Talens Lyriques és Christophe Rousset. Virgin Classics, 2011
- Visions Münchner Rundfunkorchester, Hervé Niquet Alpha 2017

## Iroldalom
- Virgin Classics honlapja, Aryeh Oron közreműködése (2001. május). "Véronique Gens (Soprano)". bach-cantata.com: http://www.bach-cantatas.com/Bio/Gens-Veronique.htm

## Külső linkek
- http://www.discogs.com/artist/Véronique+Gens
- http://www.musicalcriticism.com/interviews/gens-0908.shtml Archiválva 2011. június 5-i dátummal a Wayback Machine-ben